# St-Pierre (Brancion)

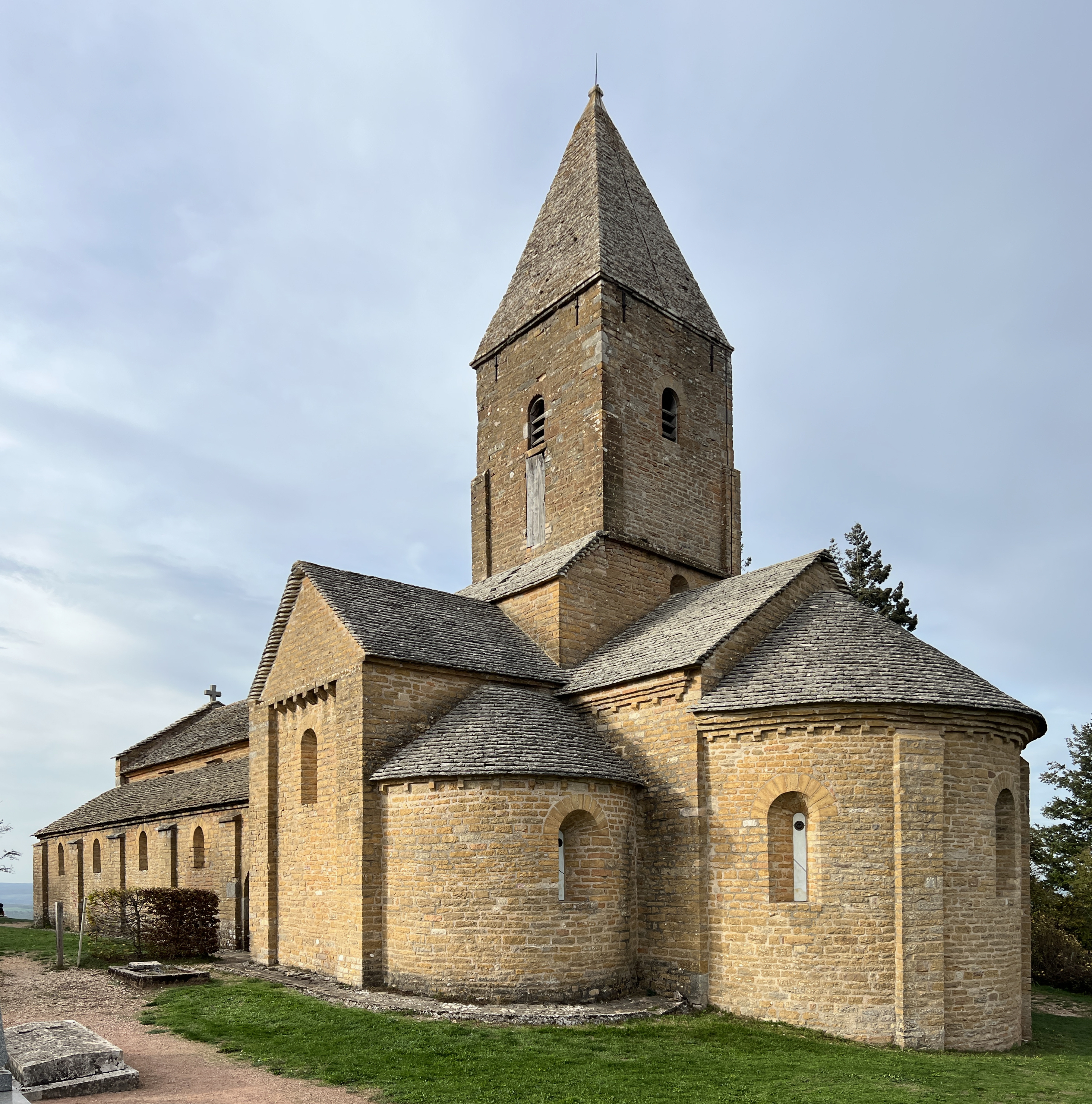
Kirche Saint-Pierre

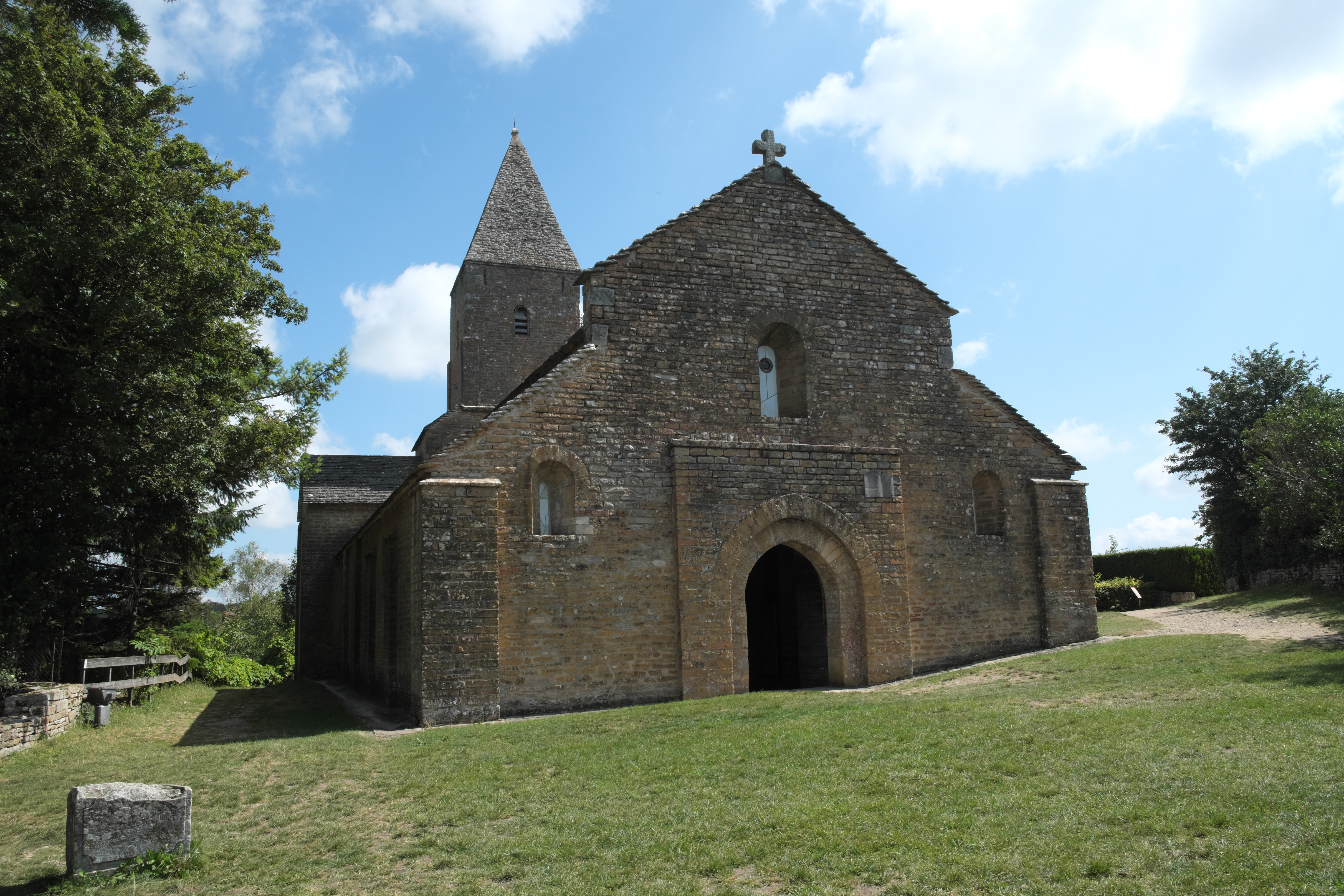
Westfassade

Die römisch-katholische Kirche Saint-Pierre in Brancion, einem Ort in der Gemeinde Martailly-lès-Brancion im Département Saône-et-Loire in der französischen Region Bourgogne-Franche-Comté, ist eine romanische Kirche aus dem 12. Jahrhundert. In der Kirche sind gotische Wandmalereien aus der ersten Hälfte des 14. Jahrhunderts erhalten. Im Jahr 1862 wurde die Kirche als Monument historique in die Liste der Baudenkmäler in Frankreich (Base Mérimée) aufgenommen.

## Geschichte
Bereits im Jahr 964 wird in einem Kartular der Abtei Cluny eine Kirche in Brancion erwähnt. „Eine Burgkirche, dem hl. Petrus geweiht und Cluny unterstellt, gehörte schon zur Burg des 10. Jahrhunderts.“ Im ersten Viertel oder in der zweiten Hälfte des 12. Jahrhunderts wurde die Kirche von den Herren von Brancion neu errichtet. Die ehemalige Pfarrkirche gehört heute zur Pfarrei St-Philibert in Tournus im Bistum Autun. 

## Architektur

### Außenbau
Die Kirche ist aus gelbem Kalkstein errichtet. Der Außenbau wird durch flache Strebepfeiler gegliedert. 
Das Pyramidendach des Turms, die Satteldächer des Hauptschiffs und des Querhauses, die Pultdächer der Seitenschiffe sowie die Halbkegeldächer der Apsiden sind mit Kalksteinplatten gedeckt. Über der Vierung erhebt sich der quadratische Glockenturm, der im oberen Geschoss auf allen vier Seiten von rundbogigen Schallöffnungen durchbrochen ist. Seine Ecken werden auf halber Höhe durch Strebepfeiler verstärkt.
Die Nord- und Südfassade des Querschiffs, in deren Mitte ein kleines Rundbogenfenster eingeschnitten ist, wird von Ecklisenen gerahmt. Auf Giebelhöhe verläuft eine Reihe von schmucklosen Kragsteinen.
An der Westfassade öffnet sich ein schlichtes, leicht zugespitztes, von Wölbsteinen gerahmtes Portal, das in einen schmalen Mauervorsprung eingebettet ist, zum Innenraum.

### Innenraum

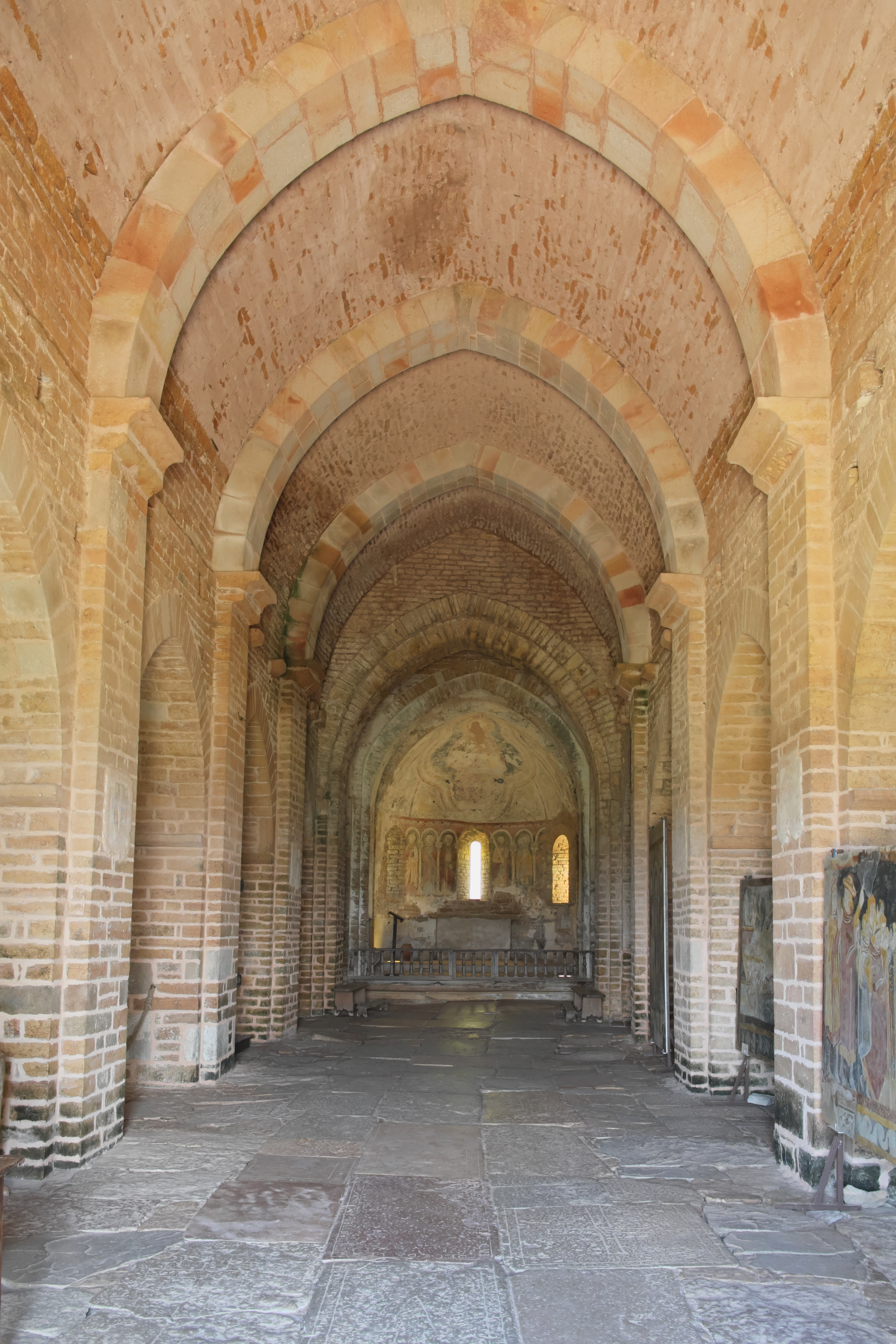
Mittelschiff

Das Langhaus ist dreischiffig und in fünf Joche gegliedert. Das Mittelschiff wird von einer mit Gurtbögen verstärkten Spitztonne überwölbt, die westlichen Joche der Seitenschiffe besitzen Tonnengewölbe, die östlichen Joche Halbtonnen. Die Vierung wird von einer auf Trompen aufliegenden, achteckigen Kuppel bekrönt. Die von Quertonnen gedeckten Querhausarme öffnen sich im Osten zu halbrund geschlossenen Apsiden, in die jeweils ein Rundbogenfenster eingeschnitten ist. Der Chor besteht aus einem Chorjoch mit Spitztonne und einer halbrund geschlossenen, von drei Rundbogenfenstern durchbrochenen Apsis. Sie wird wie die seitlichen Apsiden von einer Kalotte gedeckt.
Spitzbögige Arkaden, die auf wuchtigen Pfeilern mit flachen Pilastervorlagen ruhen, öffnen das Mittelschiff zu den beiden Seitenschiffen. Die Pilaster besitzen schmucklose Kapitelle, einige Kämpfer weisen einen skulptierten Dekor auf. Der Innenraum wird nur schwach durch die schmalen, schießschartenartigen Fensteröffnungen der Seitenschiffe, durch die Fenster der Apsiden und drei kleine Fenster an der Westfassade beleuchtet.

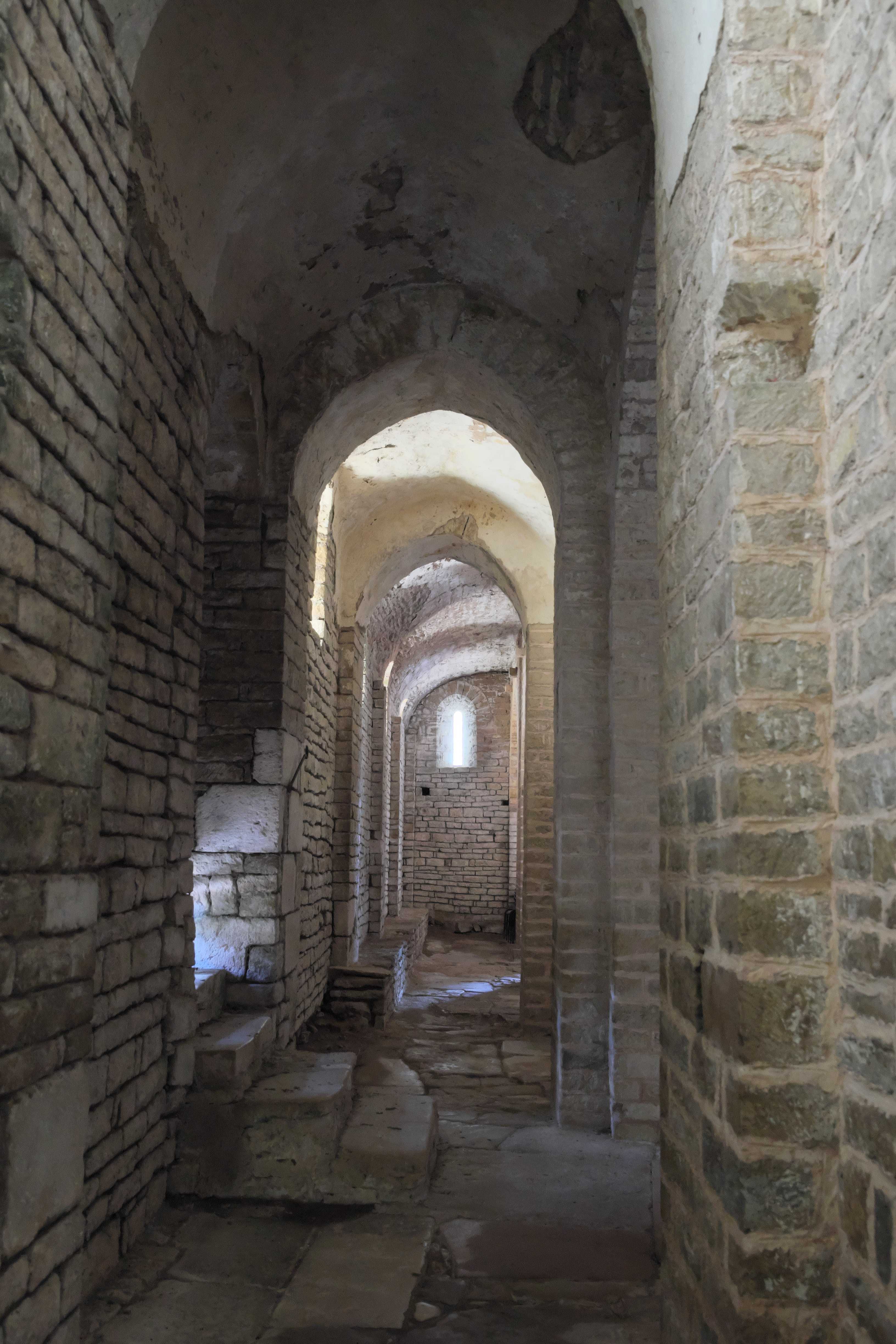
Südliches Seitenschiff
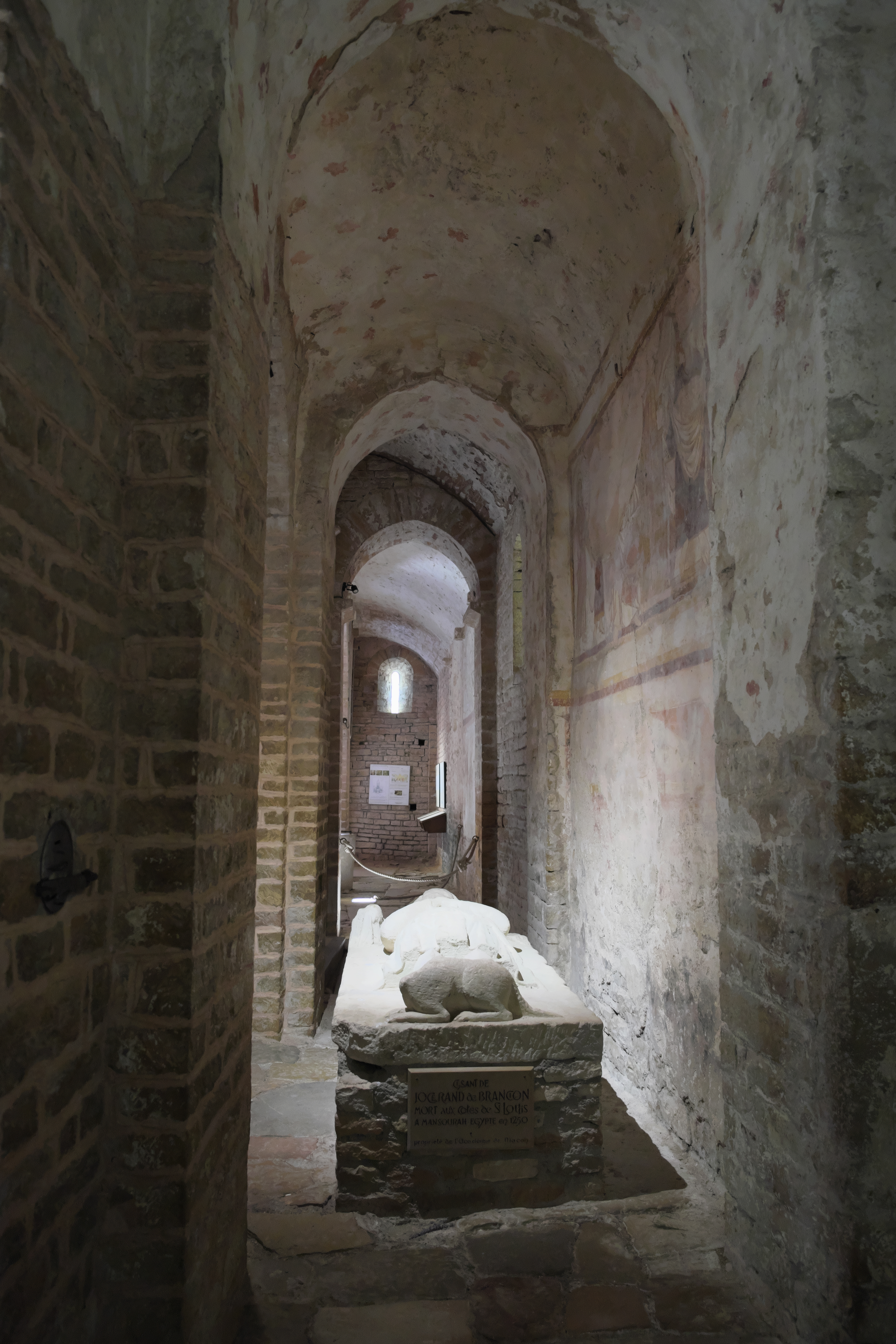
Nördliches Seitenschiff
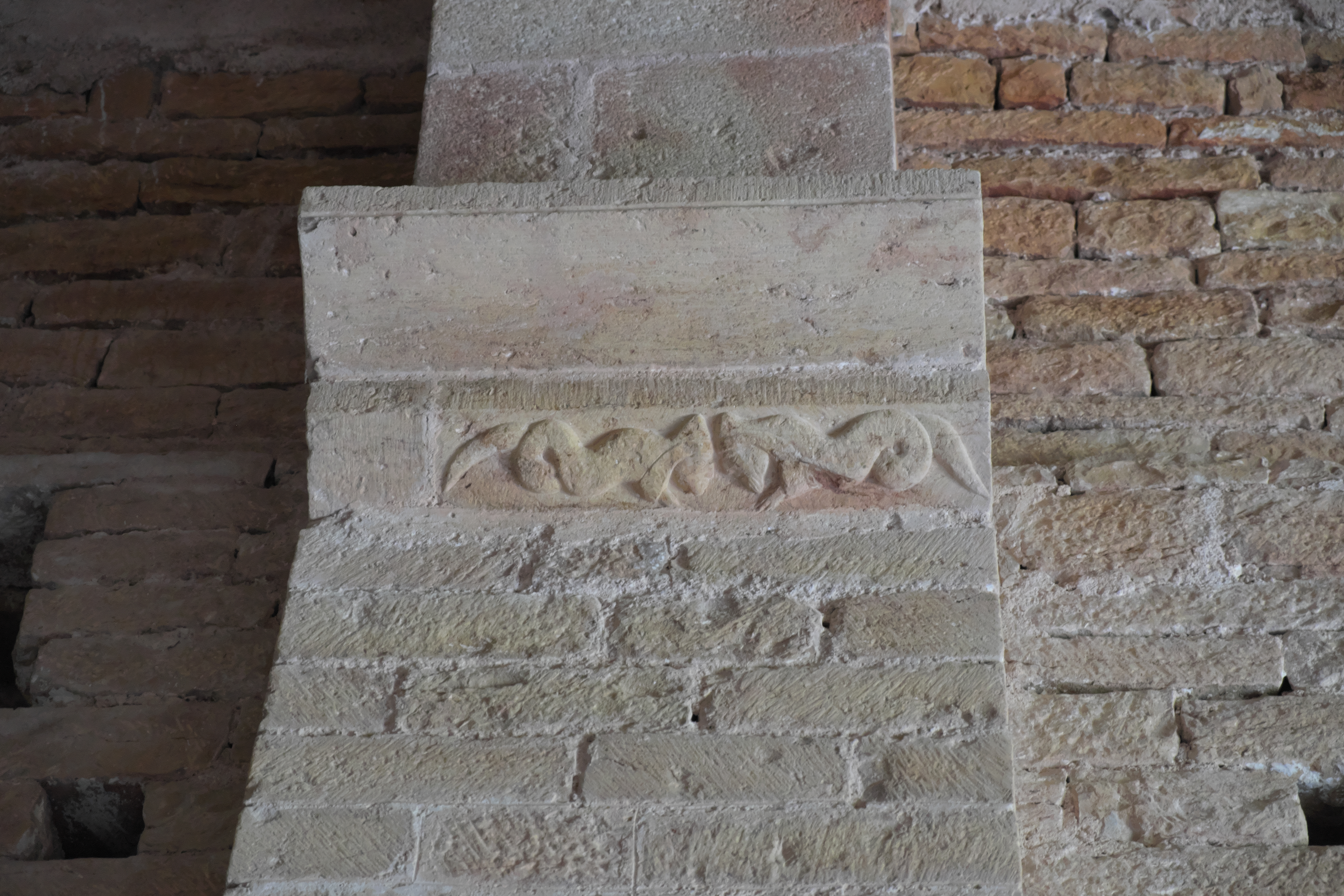
Skulptierter Kämpfer

## Wandmalereien

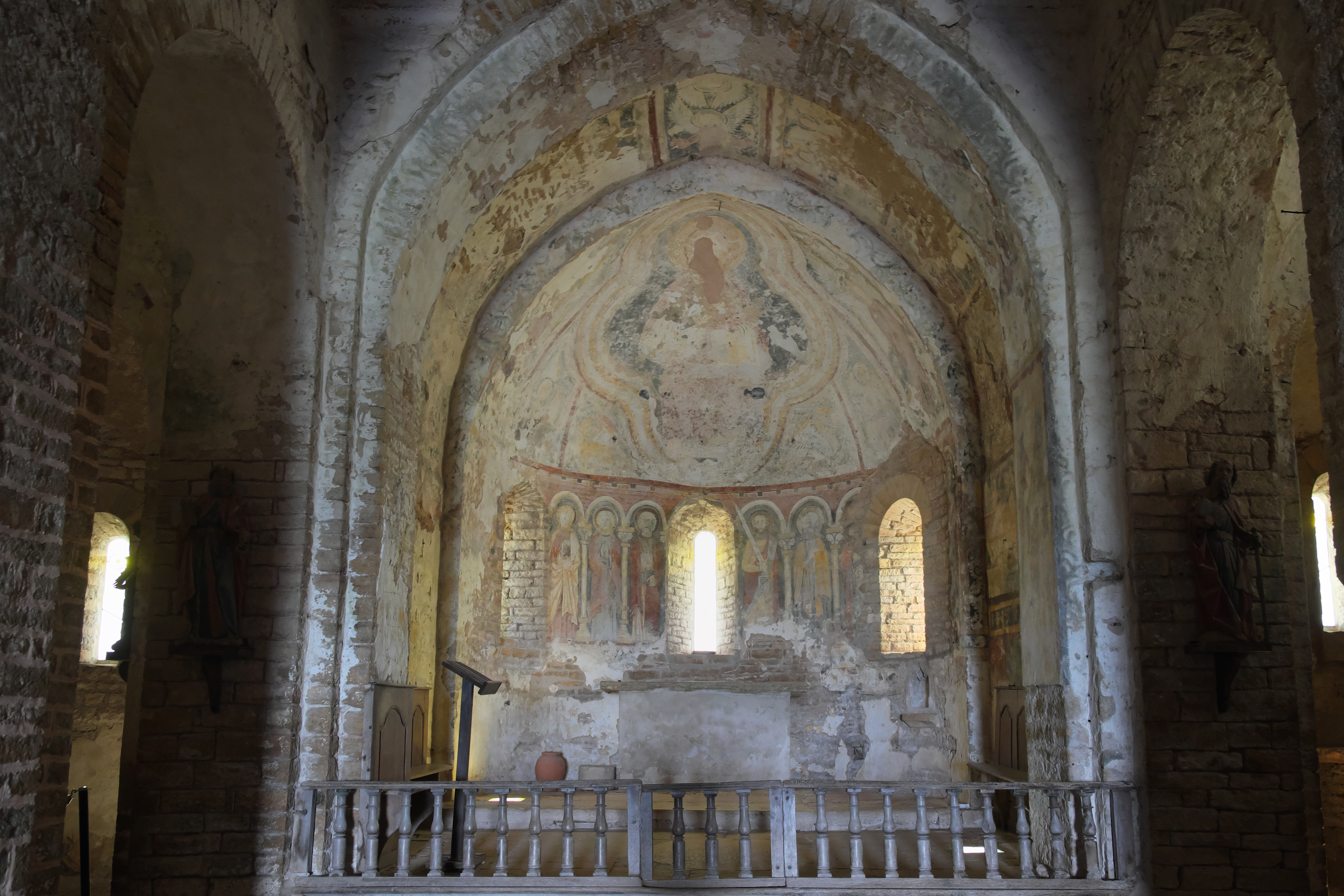
Chor

Die Wand- und Deckenmalereien wurden vermutlich um 1325 bis 1330 ausgeführt.
Im Chor ist das Jüngste Gericht und Christus als Weltenrichter in einer vierpassförmigen Mandorla und mit einem Buch in der Hand dargestellt. Er wird von den Evangelistensymbolen, dem Löwen für Markus, dem Stier für Lukas, der menschlichen Gestalt für Matthäus und dem Adler für Johannes sowie zwei Seraphim umgeben. Darunter sind die Apostel, Petrus ist an seinem Schlüssel zu erkennen, Paulus durch sein Schwert, unter Arkaden stehend, dargestellt. Die Figur am Chorpfeiler könnte einen Bischof oder einen Abt darstellen.
In der Apsis des nördlichen Querhauses sieht man auf der rechten Seite die Auferstehung der Toten, die aus ihren Gräbern steigen, und die Kreuzigung Christi. Über der Szene sind die Hölle und das Paradies dargestellt, an der Decke die Krönung Marias durch Christus, der ein Buch in der Hand hält und von Engeln umgeben ist. Oben ist das Lamm Gottes mit der Siegesfahne zu erkennen, das von einem Medaillon gerahmt wird. Die linke Seite ist der Geburt Christi gewidmet.
In der Apsis des südlichen Querhauses werden sechs Pilger am Heiligen Grab gezeigt und Männer und Frauen, die einem Vorleser oder einer Predigt zuhören.
Im fünften Joch des nördlichen Seitenschiffs sind die Aufnahme der Seelen in Abrahams Schoß und die Bestattung einer Nonne, früher irrtümlich als Grablegung Mariens interpretiert, zu sehen. 

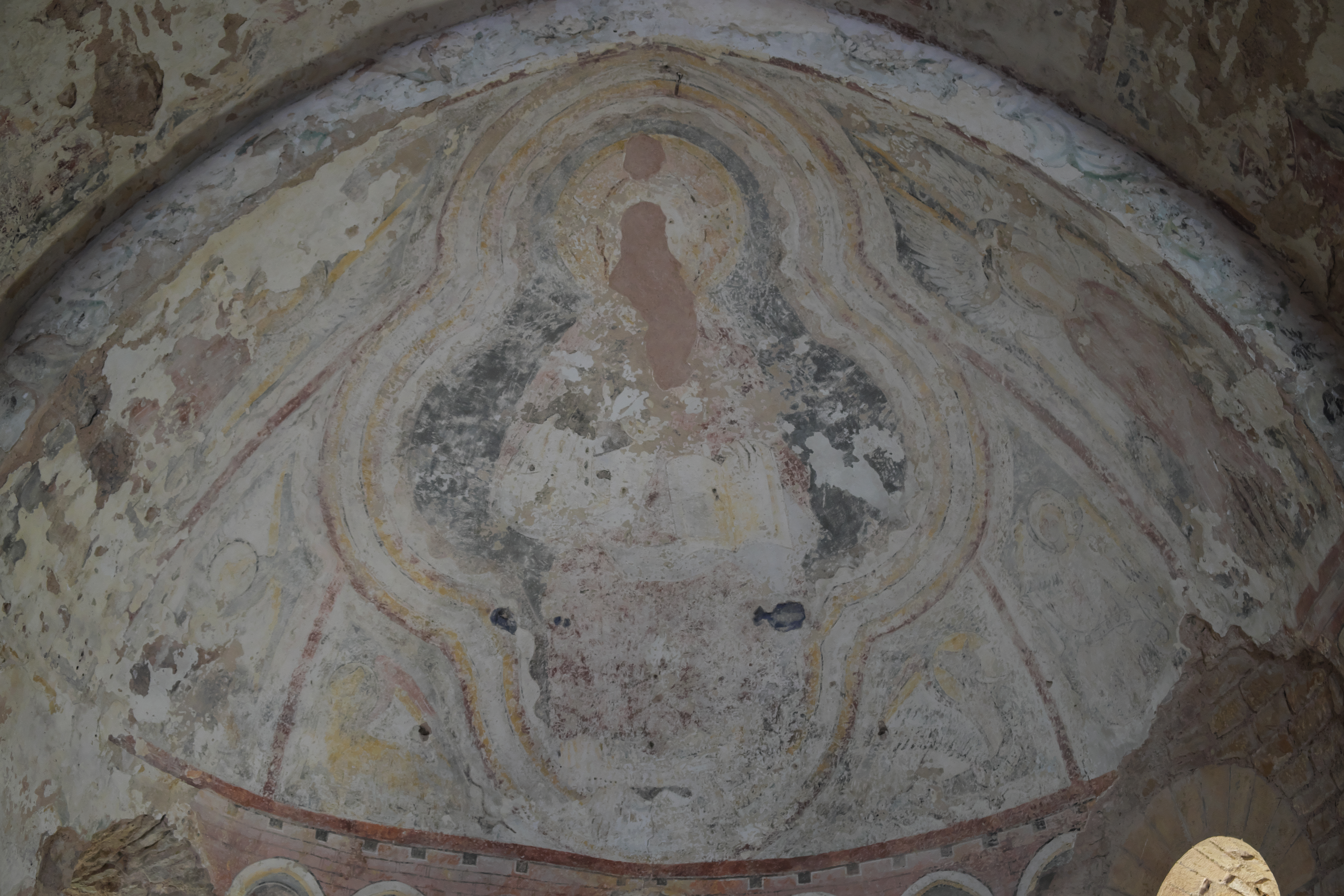
Christus in der Mandorla
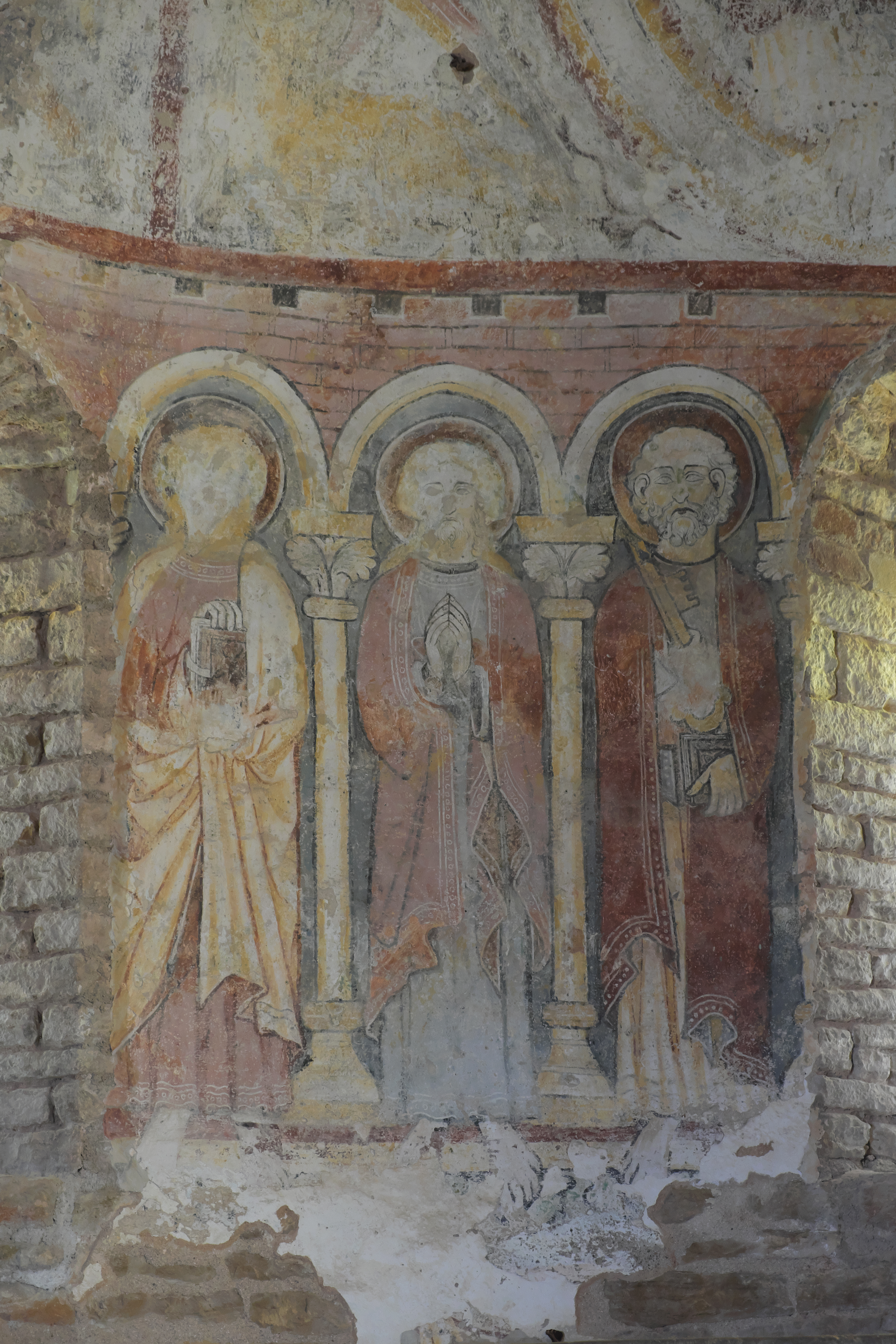
Apostel
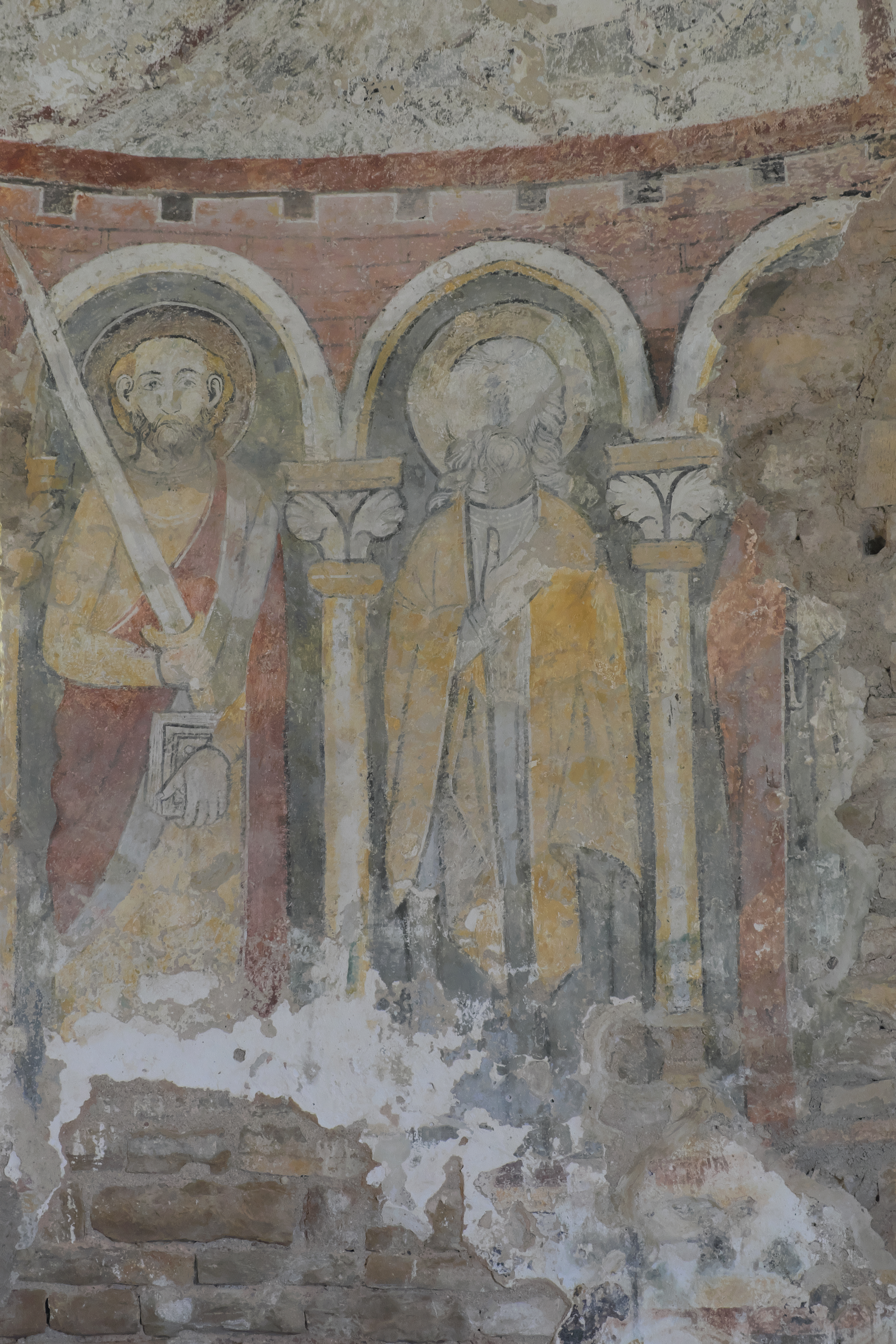
Apostel
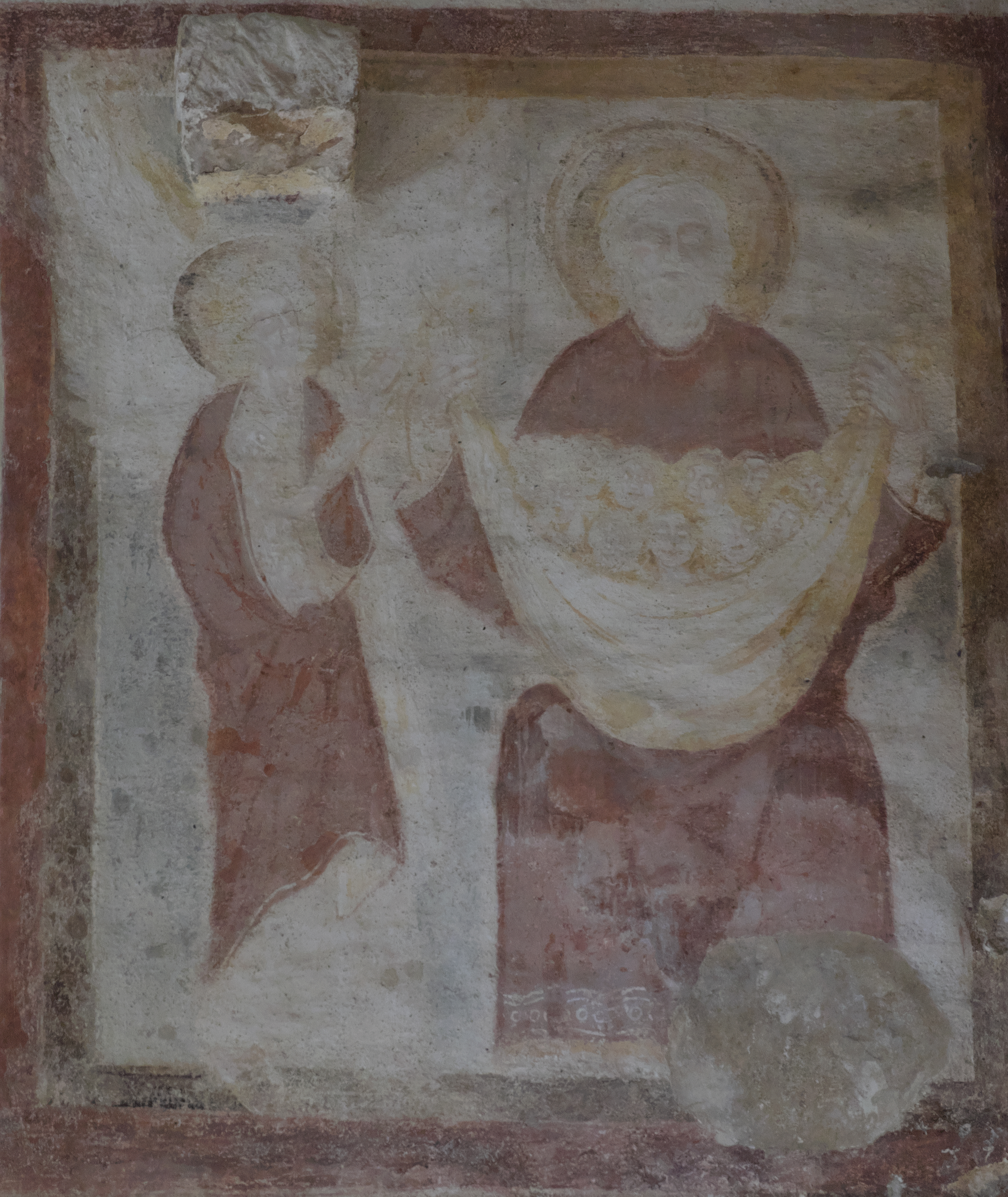
Seelen in Abrahams Schoß
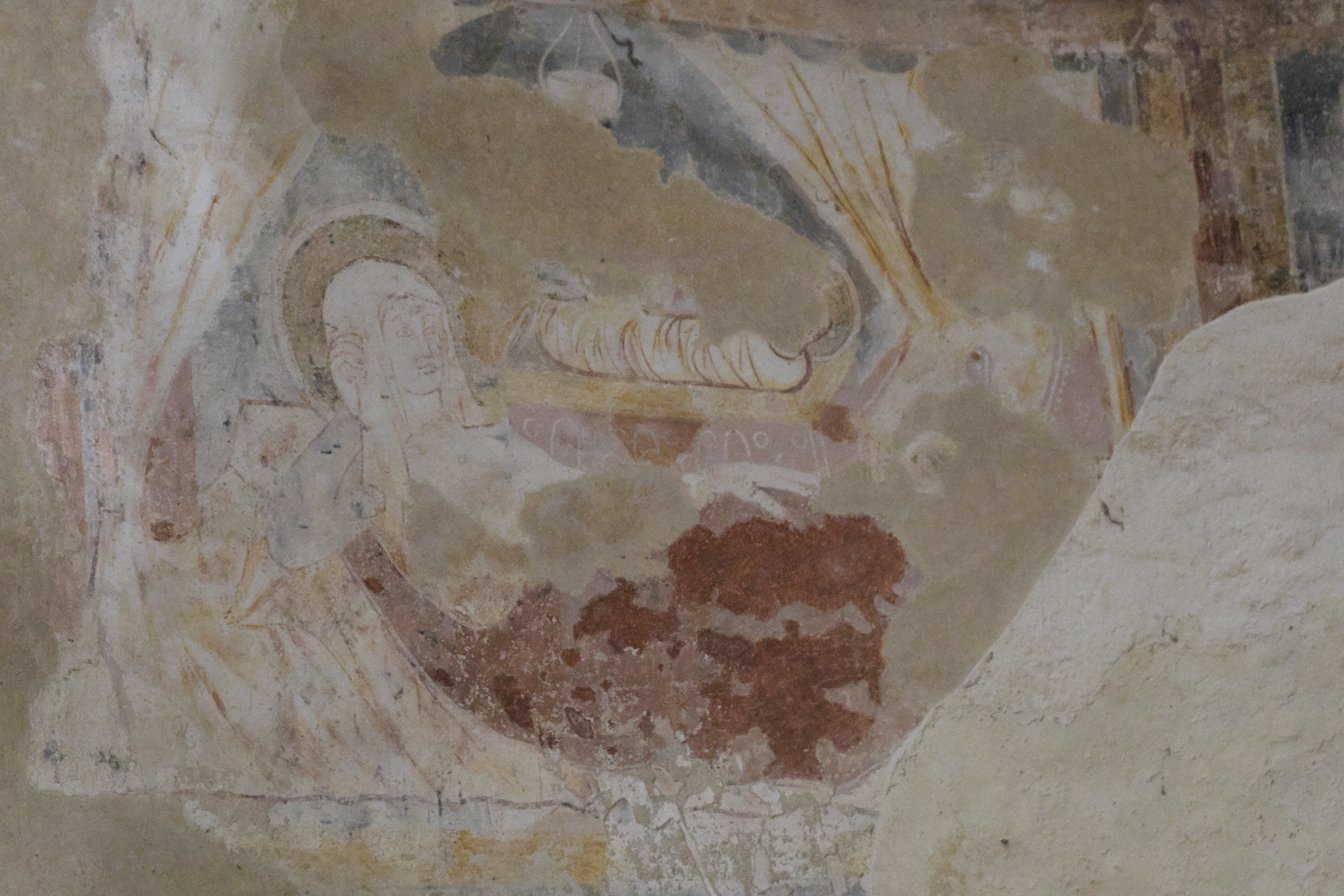
Geburt Christi

## Ausstattung
- In der Kirche ist ein schlichtes romanisches Taufbecken erhalten.
- Die steinerne Liegefigur aus dem 13. Jahrhundert stellt Jocerand de Brancion dar, der im Jahr 1250 während des sechsten Kreuzzugs in der Schlacht von al-Mansura starb.[4] Die Figur stammt aus der ehemaligen Kapelle der Burg von Uxelles, die im Jahr 1805 zerstört wurde.

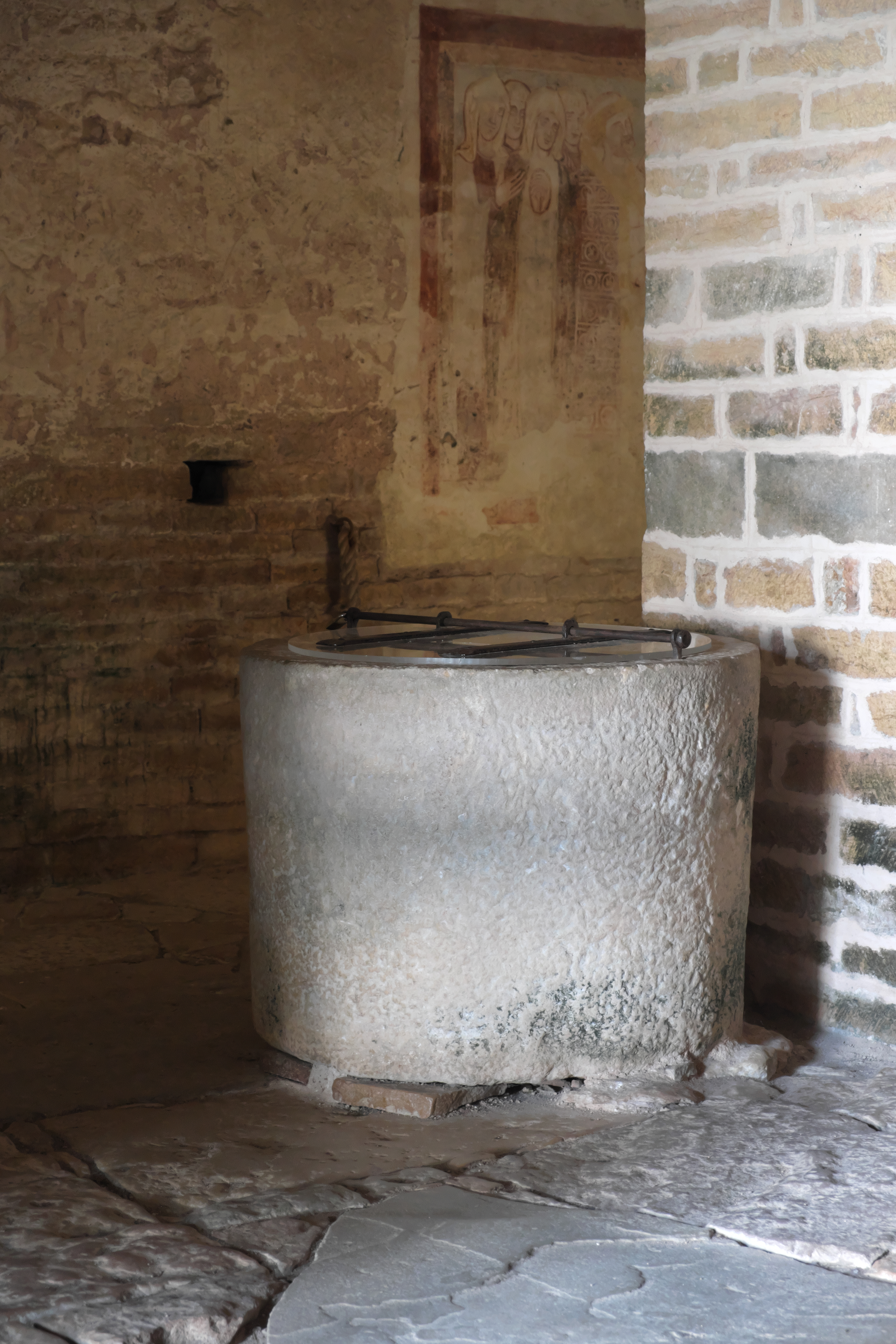
Taufbecken
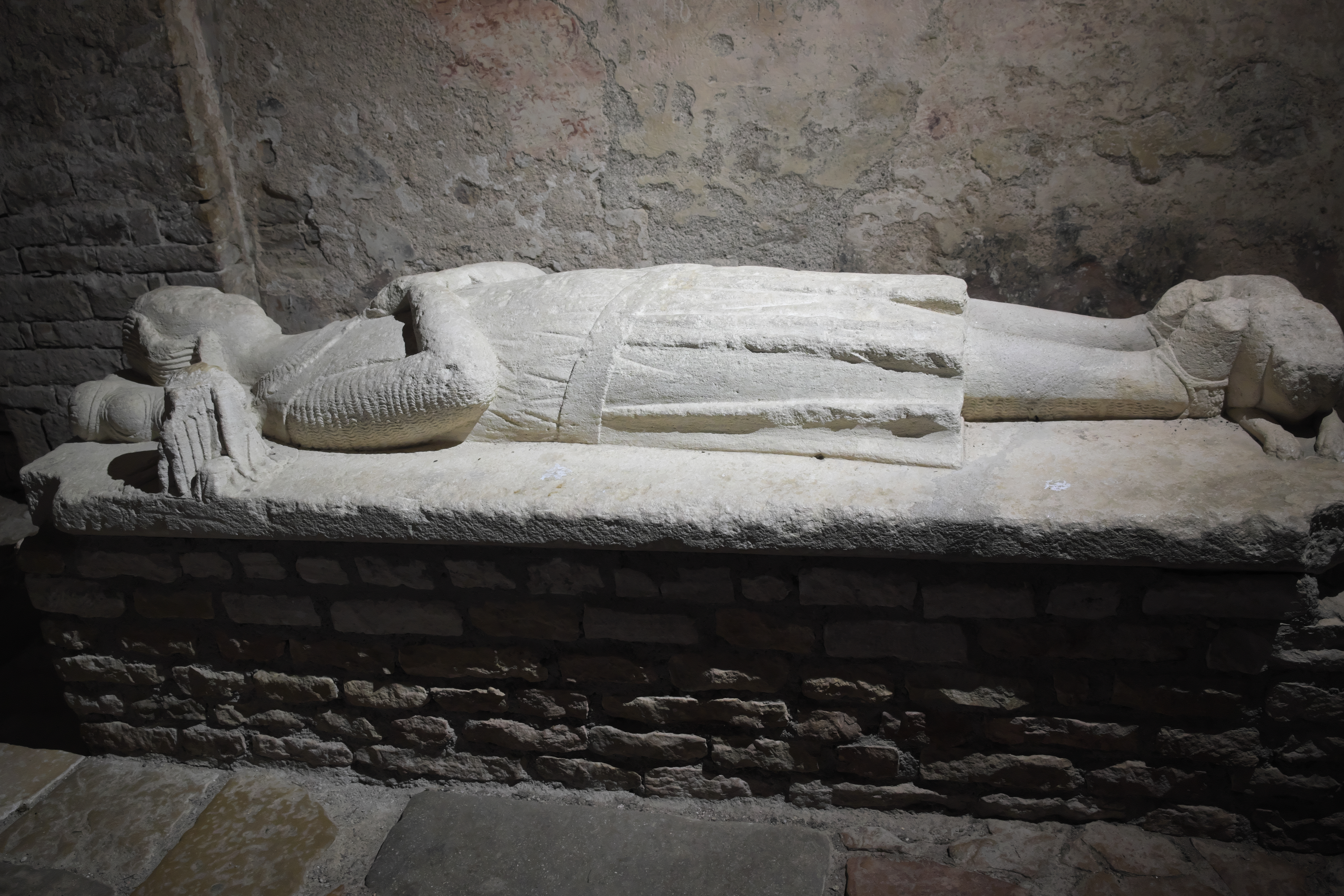
Liegefigur von Jocerand de Brancion († 1250)